# Les Tourailles
Les Tourailles [le tuʁaj] ist eine Ortschaft und eine ehemalige französische Gemeinde mit 85 Einwohnern (Stand: 1. Januar 2022) im Département Orne in der Region Normandie. Sie gehörte zum Kanton Athis-de-l’Orne und zum Arrondissement Argentan.
Mit Wirkung vom 1. Januar 2016 wurden die bisherigen Gemeinden Athis-de-l’Orne, Bréel, La Carneille, Notre-Dame-du-Rocher, Ronfeugerai, Ségrie-Fontaine, Taillebois und Les Tourailles zu einer Commune nouvelle mit dem Namen Athis-Val de Rouvre zusammengeschlossen und haben in der neuen Gemeinde den Status einer Commune déléguée. Der Verwaltungssitz befindet sich im Ort Athis-de-l’Orne.

## Geografie

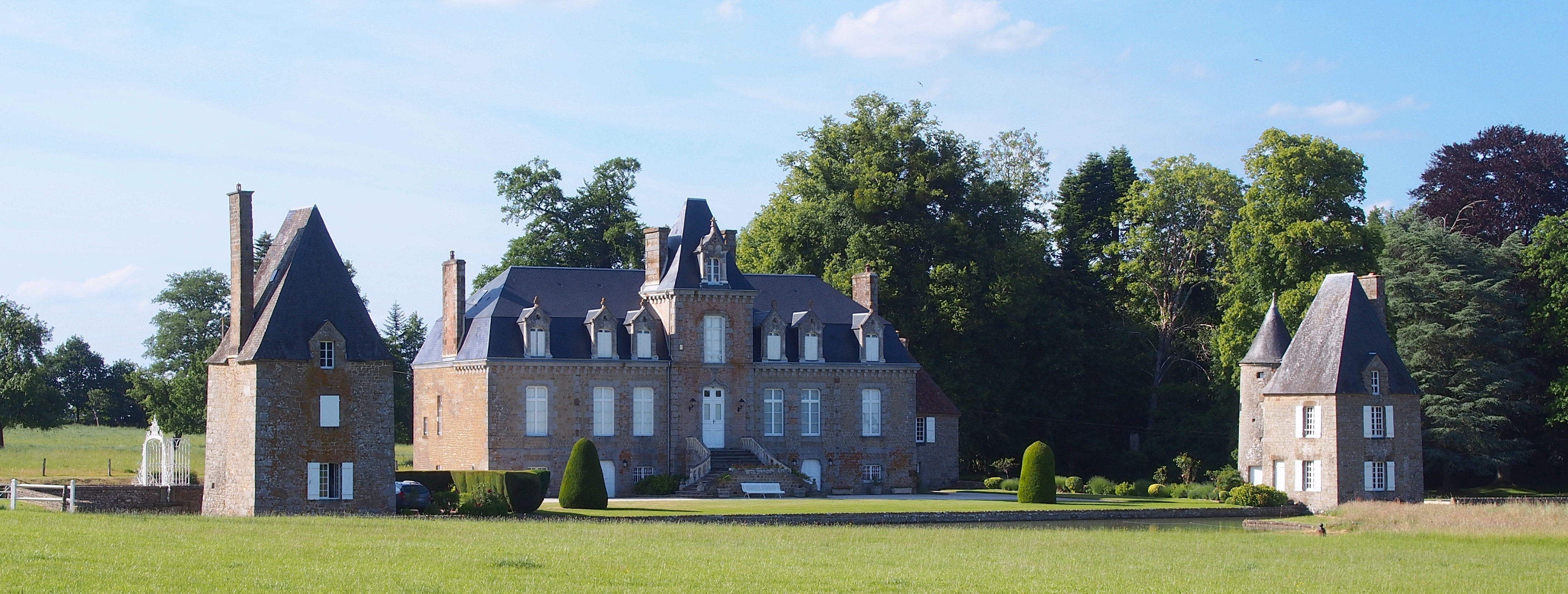
Schloss

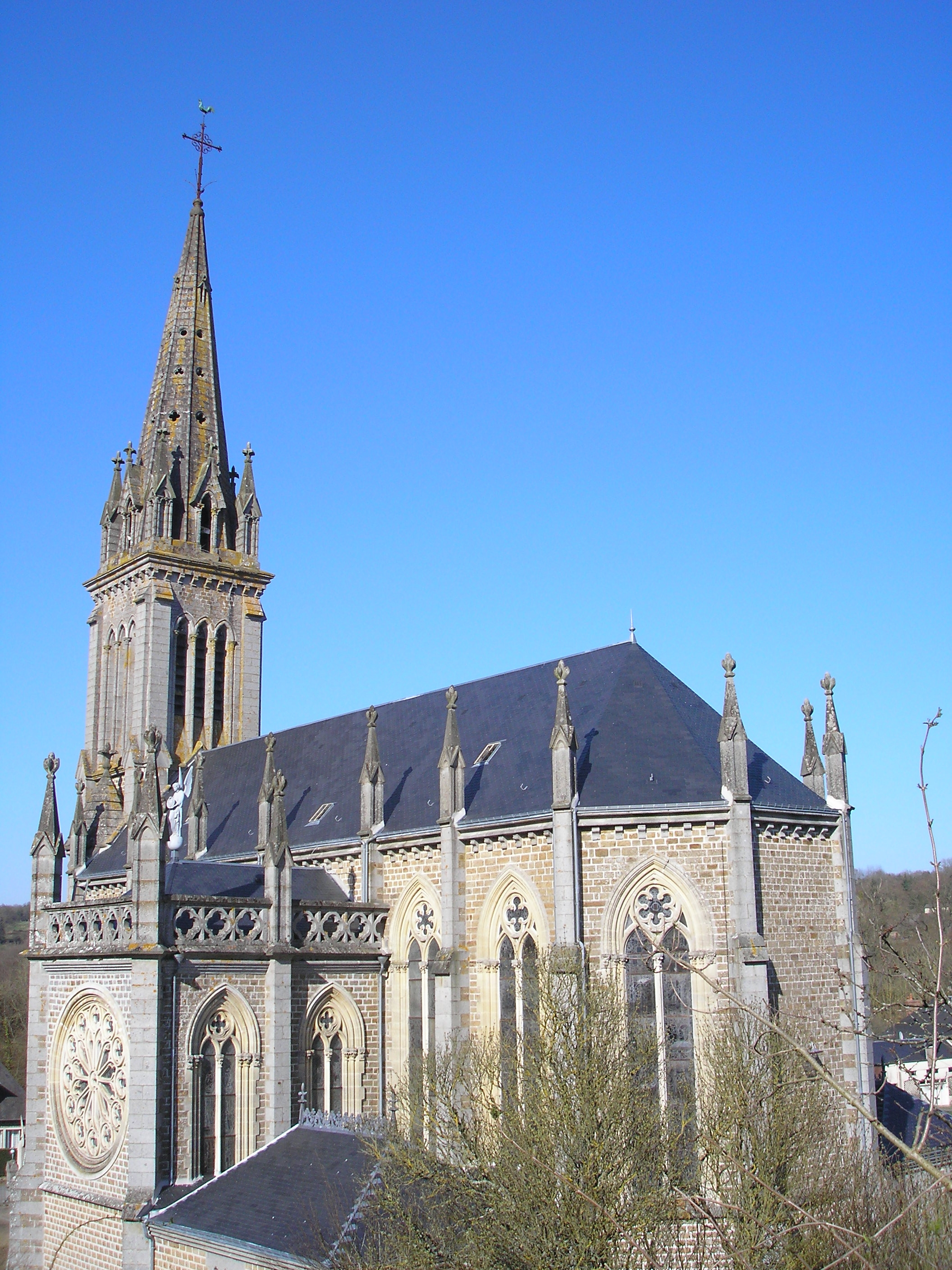
Kirche Notre-Dame-de-la-Recouvrance

Das Gebiet der ehemaligen Gemeinde, die sich über eine Fläche von 2,46 km² erstreckte, wird von der Rouvre durchflossen.
Nachbargemeinden von Les Tourailles waren bis 2016 La Carneille im Norden, Sainte-Honorine-la-Guillaume im Nordosten, Craménil im Osten, Sainte-Opportune im Süden und Durcet im Westen.

## Kultur und Sehenswürdigkeiten
Zur lokalen Kirche Notre-Dame-de-la-Recouvrance pilgern jährlich viele hundert Menschen, um die heilige Maria zu verehren.

Das Schloss von Les Tourailles befindet sich auf einem Plateau über dem Tal der Rouvre. Ursprünglich stammt es aus dem 16. Jahrhundert, verbrannte allerdings mehrmals und wurde mehrfach wiederaufgebaut und erweitert.

## Bevölkerungsentwicklung
| Jahr      | 1962 | 1968 | 1975 | 1982 | 1990 | 1999 | 2008 | 2013 |
| Einwohner | 102  | 84   | 74   | 96   | 102  | 67   | 74   | 71   |